# Deus (canción)
«Deus» fue un sencillo correspondiente al álbum Life's Too Good de la banda islandesa The Sugarcubes en la que se encontraba la cantante y compositora Björk. El mismo fue lanzado el 5 de abril de 1988.

## Lista de canciones
1. «Deus» – (4:05)
2. «Luftgitar» – (3:21) (Johnny Triumph y The Sugarcubes)